# Shakira Caine
Shakira Baksh (St. Cuthbert’s Mission, Brit-Guayana), 1947. február 23. –) guayanai születésű, brit állampolgárságú egykori modell és színésznő, az 1967-es Miss World világszépségverseny harmadik helyezettje, 1973 óta Michael Caine színész felesége. Férjezett nevén Shakira Caine, 2000-től (férjének lovaggá ütésétől) kezdve Lady Micklewhite vagy Lady Caine néven is szerepel.

## Élete

### Származása
1947-ben a Brit Birodalomhoz tartozó Brit-Guyana (Brit-Guayana) területén született (ma: Guyana), muzulmán vallású, indiai gyökerű guyanai (indo-guyanese) családból. Édesanyja varrónő volt, Shakira az ő nyomdokán divattervezői pályára készült.

### Modell és színésznő
Titkárnőként dolgozott. Környezetének biztatására 1966-ban, tizenkilenc évesen benevezett a Miss Guyana szépségversenyre, amelyet meg is nyert. 1967-ben a Miss World világ-szépségversenyre Londonba utazott, a döntőben harmadik helyezést ért el. Ennek hatására úgy döntött, Londonban marad, és modellként fog dolgozni. Reklámklipekben, divatfotókon szerepelt.
Néhány apró, javarészt névtelen filmszerepet is kapott, 1969-ben szerepelt a Some Girls Do-ban, a Folytassa újra, doktor!-ban és az Őfelsége titkosszolgálatában c. James Bond-filmben, 1973-ban a Son of Dracula c. horrorban. 1973 végén feleségül ment Michael Caine angol színészhez, ezután már csak egy filmben játszott, az 1975-ös Aki király akart lenni c. kalandfilmben, férjével együtt. 1970 júniusában pályázott a Ki vagy, doki? tévésorozatban Jo Grant szerepére (nem kapta meg), egyidőben Jon Pertweevel, aki a főszereplő (harmadik) Doktor szerepére pályázott sikerrel.

### Magánélete

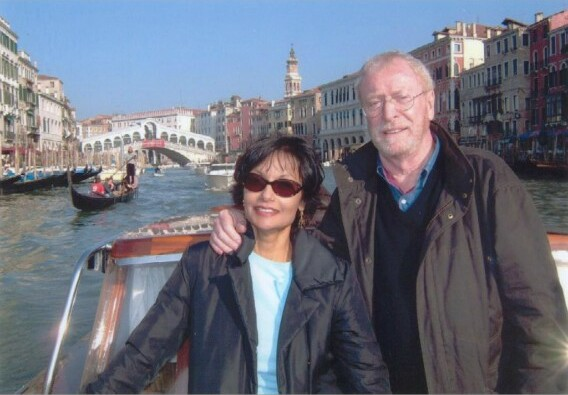
Shakira és férje Velencében (2014)

Michael Caine, aki 1962-ben vált el első feleségétől, Patricia Haines (1932–1977) színésznőtől, 1972-ben meglátta Shakirát egy televíziós reklámfilmben, amelyet a Mondelēz International cég, a Maxwell House kávémárka tulajdonosa megbízásából az ekkor még kevéssé ismert Ridley Scott rendező készített. Caine későbbi nyilatkozatai szerint Shakira a legszebb nő volt, akit valaha is látott, és első látásra beleszeretett. Rövid nyomozás után kiderítette, hogy a hölgy nem Brazíliában él, ahogy a reklám sugallta, hanem Londonban. Egy ismerőse révén megszerezte Shakira telefonszámát, felhívta, összejöttek és 1973. január 8-án Las Vegasban összeházasodtak. Rövidesen megszületett közös leányuk, Natasha Caine.
A 15 évnyi korkülönbség és a két házasfél eltérő vallása ellenére házasságuk szilárdnak bizonyult. 2009-ben Caine úgy nyilatkozott, hogy saját véleménye az iszlámról jelentősen kedvezőbbé vált, mint a sajtó által közvetített negatív kép.
1979 óta Shakira szerepel a legjobban öltözött személyek nemzetközi listáján (International Best Dressed List).

## Főbb filmszerepei
- 1969: Some Girls Do, egzotikus lány a nézőtéren
- 1969: Folytassa újra, doktor! (Carry On Again Doctor), Scrubba
- 1969: Őfelsége titkosszolgálatában (On Her Majesty’s Secret Service), eszkort-lány a kaszinóban
- 1970: Toomorrow, Karl barátnője
- 1970–1971: UFO, tévésorozat, képernyőkezelő / pincérnő / Joanna
- 1972: Folytassa, főnővér! (Carry On Matron), nővér Doktor Prodd trófeagyűjteményében
- 1973: Son of Dracula, házvezetőnő
- 1975: Aki király akart lenni (The Man Who Would Be King), Roxanne

## További információ
- Hivatalos oldal
- Shakira Caine a PORT.hu-n (magyarul)
- Shakira Caine az Internetes Szinkronadatbázisban (magyarul)
- Shakira Caine az Internet Movie Database-ben (angolul)
- Shakira Caine a Rotten Tomatoeson (angolul)
- Shakira Caine az AlloCiné weboldalán (franciául)
- Shakira Caine Profile. Famousfix.com. (Hozzáférés: 2023. január 18.)
- ↑ Webber:  Richard Webber. The Complete A–Z of Everything Carry On. Harper & Collins (2005). ISBN 978-0-0071-8223-7
- Shakira: Carry on again doctor, Michael Caines wife Shakira. pinterest.co.uk. (Hozzáférés: 2021. április 30.)